# Base navale de Zapadnaïa Litsa
Pour les articles homonymes, voir Zapadnaïa Litsa.
La base navale de Zapadnaïa Litsa (en russe : Западная Лица) est la plus grande base navale russe construite pour la Flotte du Nord de la marine soviétique. Elle est située dans le nord de la Russie, sur le fjord Litsa au point le plus à l'ouest de la péninsule de Kola et à l'embouchure de la Zapadnaïa Litsa. La base est à quelque 45 km de la frontière norvégienne.
Aujourd'hui, l'ensemble de la région de la Zapadnaïa Litsa est très préoccupante en raison de ses importants dépôts de déchets radioactifs.
La base navale de Zapadnaïa Litsa inclut quatre installations navales :
- Malaïa Lopatka est la première construite et le port d'attache du célèbre sous-marin K-3 ;
- Baie d'Andreïeva ;
- Bolchaïa Lopatka ;
- Nerpitchia.

## Histoire
En octobre 1939, l'URSS proposa la baie pour le projet allemand d'une base navale secrète nommée Base Nord. Des ravitailleurs allemands y firent escale jusqu'en 1940.
À la fin des années 1950, il devient nécessaire pour les autorités soviétiques de créer une base navale pour la flotte de sous-marins nucléaires de la flotte du Nord. Le 30 avril 1957, une équipe de topographes est envoyée pour explorer la région et trouver un lieu propice à l'installation d'une base sur les rives de la mer de Barents. Le détachement est conduit par A. M. Alexandrovitch. À quelques kilomètres de la côte, un terrain plat est découvert et il est choisi pour la construction du village de Zaozerny. Les travaux de construction s'achèvent à la fin 1957 et le plan directeur est approuvé en 1958.
Zaoziorsk est gardé secret et porte différents noms (Severomorsk-7, puis Mourmansk-150 depuis le début des années 1980). Il est situé à 120 km de Mourmansk. Le climat rude avec des températures instables et de fort vents, une longue nuit polaire de 43 jours rend l'endroit inhospitalier. Beaucoup de rivières, ruisseaux et lacs, terrain rocheux et marécages caractérisent la zone et expliquent son éloignement. Sa population de 13 300 habitants en 2007. Pendant la guerre froide, la population de la ville atteint jusqu'à 30 000 habitants. La ville est située à 4 km de l'embouchure de Bolchaïa Lopatka. La construction débute en 1958. Une route goudronnée mène à Zaoziorsk, elle quitte l'autoroute Petchenga-Nikel à quelques kilomètres à l'ouest de Zapadnaïa Litsa. La construction d'une ligne de chemin de fer a été débuté mais n'a jamais été achevée.
La base comprend plusieurs installations dans la baie Malaïa Lopatka, dans la baie Bolchaïa Lopatka et la baie Nerpichia. La baie d'Andreïeva est une base technique côtière. Les installations terrestres s'étendent sur environ 20,6 km. Depuis sa création, Zapadnaïa Litsa accueille des sous-marins nucléaires stratégiques et tactiques de nouvelles générations et multi-usages. Ainsi, y ont été stationnés le sous-marin expérimental K-222 du projet 661 « Anchar » (classe Papa), le K-27 du projet 645LMC (classe November), le K-278 Komsomolets du projet 685 « Plavnik » (classe Mike).

### Baie Malaïa Lopatka
À la fin des années 1950, une première base est construite dans la baie de Malaya Lopatka. La construction du premier sous-marin nucléaire soviétique, le K-3 Leninski Komsomol, s'effectue sur place sous la supervision de l'académicien Alexandrov. En juillet 1961 ou en juin (selon certaines sources), la 206e brigade autonome de sous-marins est transformée en 1re flottille de sous-marins de la marine soviétique. Elle est alors composée de trois divisions de sous-marins : la 1re division de sous-marin nucléaires de la Marine soviétique composée des sous-marins K-3  K-5, K-8 et K-14 du projet 627A.
Le 15 juillet 1961 est également constituée la 31e division de sous-marins basée dans la baie de Malaïa Lopatka. Elle comprenait initialement les sous-marins K-19, K-33 et K-55 du projet 658, la base flottante Dvina et deux plavkazarmy KSP-104 et KSP-71. En 1962-1963, la division reçoit de nouveaux bâtiments du projet 658, les K-16, K-40, K-145, K-149 et K-178. En 1963, le K-178 est affecté à la flotte du Pacifique. En décembre 1964, la 31e division de la 12e escadre de sous-marins de la Flotte du Nord est transférée en baie de Saïda, à la base navale de Gadjievo.

### Baie Lopatkina
La deuxième installation est réalisée dans la baie de Bolchaïa Lopatka, aujourd'hui connue sous le nom de baie Lopatkina, située à 2 km de la baie Maloïa Lopatka. Les plus grands sous-marins y sont amarrés à quai.
La 11e division de sous-marins y est stationnée, elle comprend à l'origine des sous-marins du projet 675 (classe Echo-II). La division intègre plus tard des sous-marins du projet 949 « Granit » (classe Oscar-I) et ceux du projet 949A « Anteï » (classe Oscar-II).

### Baie Nerpichia
La construction d'installations dans la baie Nerpichia est achevée dans la deuxième moitié des années 1960. En 1972, ces installations reçoivent la 7e division de sous-marins (composée de sous-marins du projet 675). Fin de 1973, elle se composait de 14 bâtiments.
En 1977, des agrandissements sont prévus pour créer une base destinée à accueillir les sous-marins du projet 941 « Akoula ». Les travaux durent quatre ans. Vers 1980-1981, les bâtiments de la 18e division de sous-marins appartenant au projet 941 y sont transférés : le TK-208 Dimitri Donskoï, le TK-202, le TK-12, le TK-13, le TK-17 Arkangelsk et le TK-20 Severstal.

### Baie d'Andreïeva
À 5 km de Zaoziorsk se trouve la base technique de la baie d'Andreïeva. Avec une superficie totale est d'environ 2 hectares, il s'agit de l'un des plus importants sites de stockage de combustible nucléaire usagé de la Flotte du Nord. Les installations comprennent une jetée de pour le déchargement du combustible nucléaire usagé, une grue d'une capacité de levage de 40 tonnes, un personnel spécialisé dans la gestion et le stockage de déchets radioactifs liquides et solides.

## Sous-marins basés à Zapadnaïa Litsa
[Quand ?]
La 12e escadre de la 18e division de sous-marins de la Flotte du Nord
- TK-208 Dimitri Donskoï, sous-marin nucléaire lanceur d'engins du Projet 941 « Akula » (code OTAN : classe Typhoon), utilisé pour tester les missiles balistiques R-30 Boulava[8]
- C-373 sous-marin du projet 705, désarmé.
- Plusieurs autres sous-marin en réserve, parmi lesquels le TK-17 Arkangelsk et TK-20 Severstal.

La 11e escadre de la 11e division de sous-marins de la Flotte du Nord
- B-138 Obninsk (ru), B-388 Petrozavodsk (ru), sous-marins du projet 671RTM « Pike » (classe Victor-III)
- K-410 Smolensk, K-119 Voronej, K-266 Orel, sous-marins du projet 949A « Anteï » (classe Oscar-II)

La 10e division de sous-marins de la Flotte du Nord
- K-560 Severodvinsk, sous-marin du projet 885 « Ash » (classe Iassen).